# SINIAV
SINIAV (ook: SIAV, Sistema [Nacional] de Identificação Automática de Veículos) is een registratiesysteem van motorvoertuigen in Brazilië via een verplichte chip in het voertuig. 
Het systeem zorgt ervoor dat elke auto is opgenomen in een nationale database waarin onder meer de gegevens over de eigenaar en type auto staan. Daarnaast zal de chip ook gebruikt gaan worden voor het live monitoren van verkeerssituaties en doen van tolbetalingen. Communicatie vindt plaats met antennes langs de weg. Op 30 juni 2014 dient elk motorvoertuig, inclusief motoren, voorzien te zijn van de chip.